# Pedro Henriquez de Acevedo
Greve Pedro Henriquez de Acevedo de Fuentes, född 1525, död 1610, var generalguvernör eller ståthållare i de Spanska Nederländerna 1595–1596.